# Grb Rusije
Grb Ruske Federacije, načinjen je po uzoru na grb starog Ruskoga Carstva, a ponovno je uveden nakon pada Sovjetskoga Saveza. Povratak njegove porabe prate mnoge kritike.

## Opis
Crvena boja simbolizira veliku Rusiju, staro ime zemlje, kako bi je razlikovali od male Rusije (Ukrajina) i bijele Rusije (Bjelorusija). Dvoglavi orao s krunom predstavlja nekdanje Rusko Carstvo. Na grudima orla se nalazi mali štit svetoga Jurja koji ubija zmaja, a taj se simbol nalazi i na moskovskom grbu. Prvobitno je sveti Juraj bio okrenut na desnu heraldičku stranu, a koplje mu je (kao i sada) bilo u desnoj ruci. Lijevo je okrenut radi dobivanja prirodnijega izgleda.